# Myrmecocystus
Myrmecocystus är ett släkte av myror. Myrmecocystus ingår i familjen myror.
Några arter i släktet kan lagra stora mängder föda i bakkroppen och de hänger från beots tak.

## Dottertaxa tillMyrmecocystus, i alfabetisk ordning[1]
- Myrmecocystus christineae
- Myrmecocystus colei
- Myrmecocystus creightoni
- Myrmecocystus depilis
- Myrmecocystus ewarti
- Myrmecocystus flaviceps
- Myrmecocystus hammettensis
- Myrmecocystus intonsus
- Myrmecocystus kathjuli
- Myrmecocystus kennedyi
- Myrmecocystus koso
- Myrmecocystus lugubris
- Myrmecocystus melanoticus
- Myrmecocystus melliger
- Myrmecocystus mendax
- Myrmecocystus mexicanus
- Myrmecocystus mimicus
- Myrmecocystus navajo
- Myrmecocystus nequazcatl
- Myrmecocystus perimeces
- Myrmecocystus placodops
- Myrmecocystus pyramicus
- Myrmecocystus romainei
- Myrmecocystus semirufus
- Myrmecocystus snellingi
- Myrmecocystus tenuinodis
- Myrmecocystus testaceus
- Myrmecocystus wheeleri
- Myrmecocystus yuma